# Schwarzbubenland

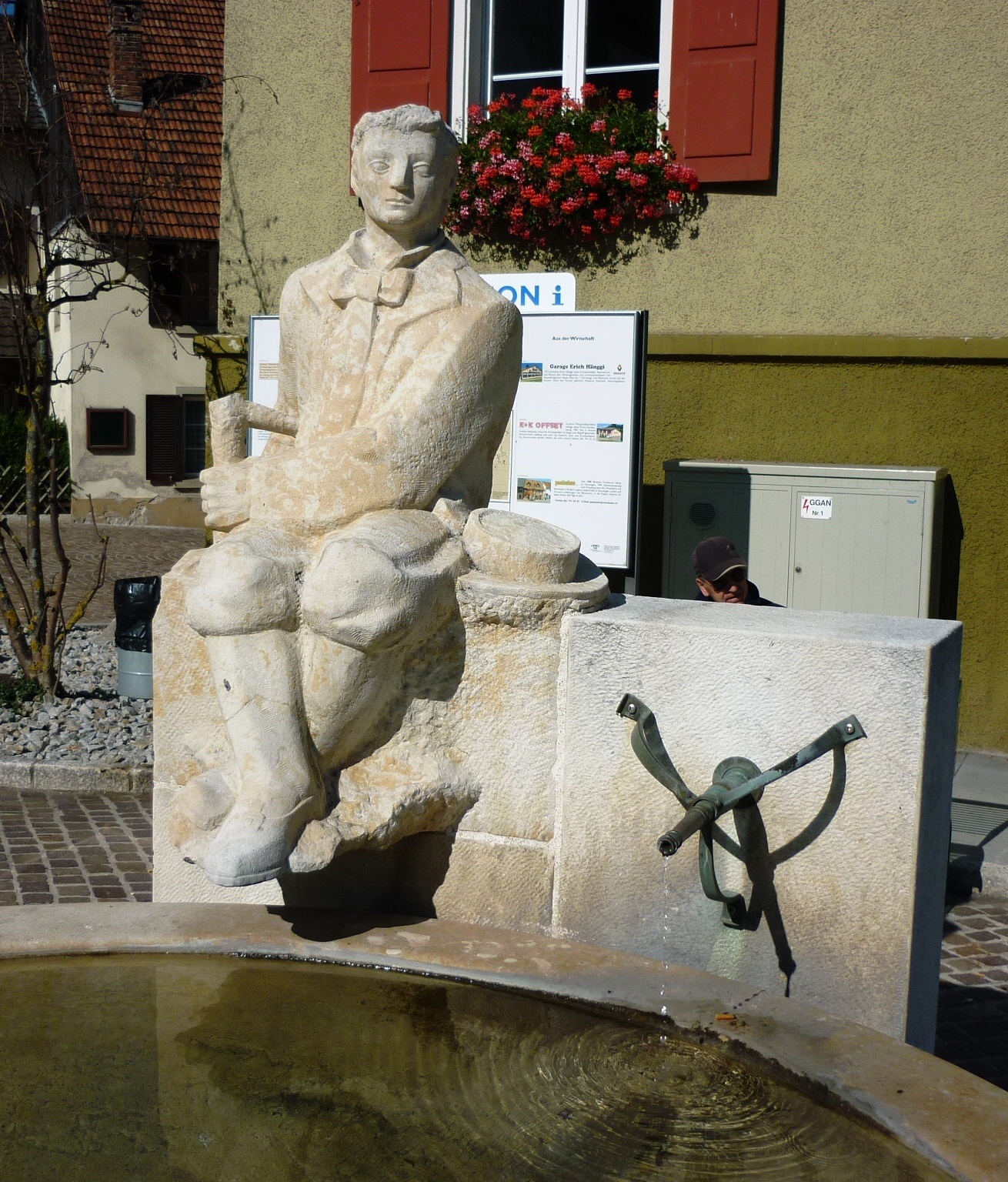
Schwarzbubenbrunnen vor der "Zähnteschür" auf dem Dorfplatz in Nunningen

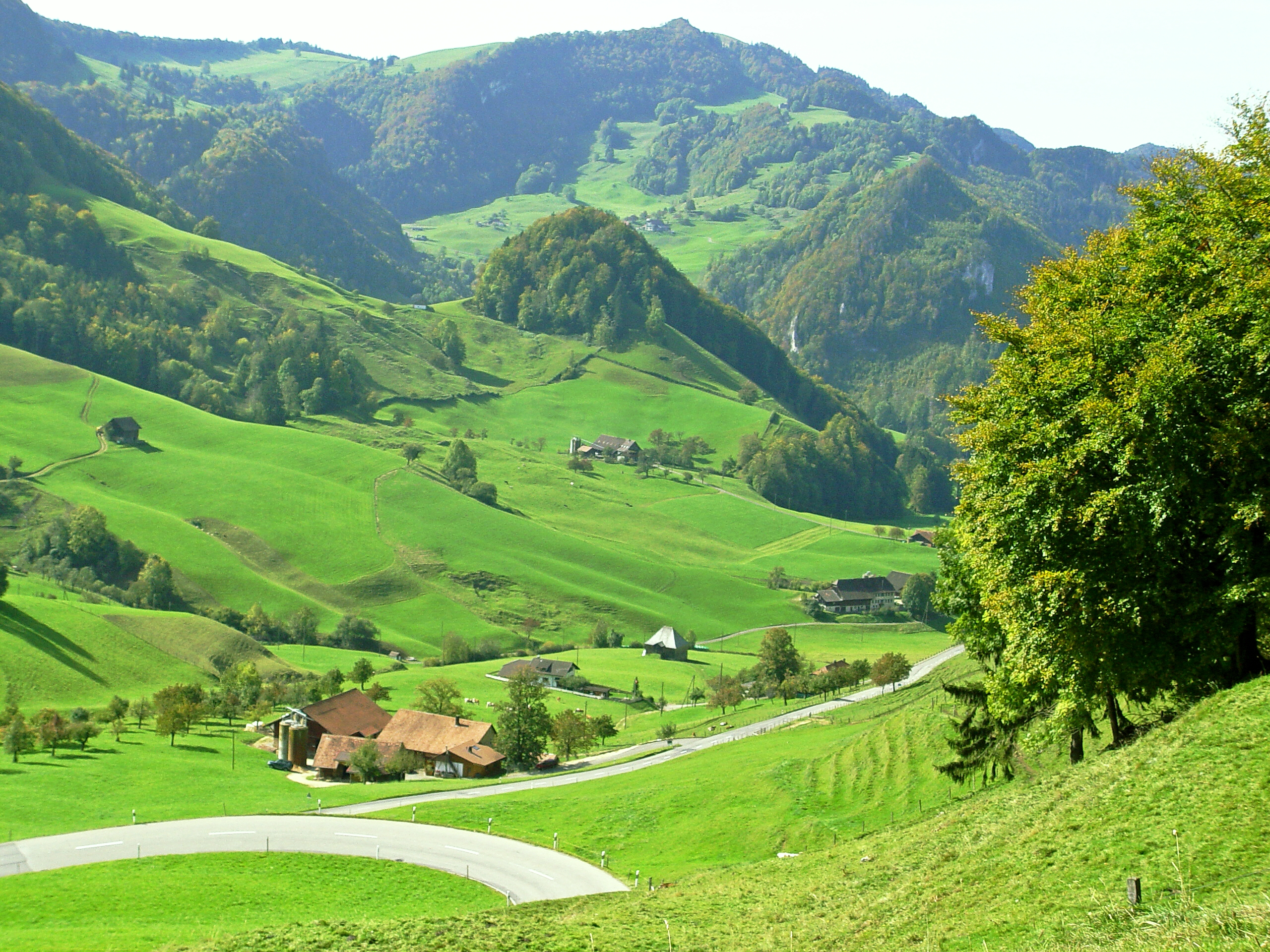
Passwang-Strasse auf der Thiersteiner Seite

Das Schwarzbubenland, amtlich Amtei Dorneck-Thierstein, besteht aus den beiden Bezirken Dorneck und Thierstein des Kantons Solothurn in der Schweiz. Es umfasst die solothurnischen Gebiete im Juragebirge nördlich des Passwangs, die von einem komplizierten Verlauf der Grenzen zu den benachbarten Kantonen Basel-Landschaft, Bern und Jura sowie zu Frankreich geprägt sind. Die Amtei besteht aus 23 Gemeinden mit 35'219 Einwohnern (Stand 31. Dezember 2017) und besitzt damit 13 Mandate für den Solothurner Kantonsrat. Seit 2005 gilt sie als Wahlkreis für die Kantonalwahlen.

## Geographie
Das Schwarzbubenland liegt zur Gänze im Juragebirge. Die mit dem restlichen Kantonsgebiet zusammenhängenden Gebiete liegen südlich und östlich der Birs. Sie werden im Norden und Osten vom Kanton Basel-Landschaft begrenzt. Im Süden grenzen sie an die solothurnische Amtei Thal-Gäu sowie durch die Grenze zwischen der Gemeinde Beinwil und der bernischen Exklave Schelten an den Kanton Bern. Westlich sind der Kanton Jura (seit 1979, ehemals bernisches Gebiet) und das bis 1994 ebenfalls bernische, seither zum Kanton Basel-Landschaft gehörende Laufental benachbart. Dazu kommen die Exklaven Kleinlützel (im Bezirk Thierstein) und solothurnisches Leimental (im Bezirk Dorneck), die jeweils von Frankreich und dem Kanton Basel-Landschaft umgeben sind.
Die Landschaft des Schwarzbubenlandes ist von Tälern, Klusen und Schluchten geprägt. Wichtige Erhebungen sind die Hohe Winde (1205 m ü. M.), der Passwang (1204 m ü. M. am höchsten Punkt Vogelberg), der Riedberg bei Nunningen (943 m ü. M.; der benachbarte Riedbergchopf mit 1011 m ü. M. liegt auf Baselbieter Boden), das Gempenplateau mit dem Scharten (760 m ü. M.) als höchster Erhebung sowie der Blauen (837 m ü. M.) an der Grenze zum Baselbiet. Bedeutendere Gewässer sind neben der Birs, die nur in Bärschwil und Dornach solothurnisches Gebiet berührt, deren rechtsseitige Zuflüsse Wahlenbach, Lüssel, Ibach und Seebach sowie der linksseitige Zufluss Lützel. Das Gemeindegebiet von Rodersdorf wird vom Birsig durchflossen. Der Seewener See wurde im späten 16. Jahrhundert trockengelegt.

## Geschichte
Der Stadtstaat Solothurn war seit dem Mittelalter um die Erweiterung seines Territoriums bemüht und gelangte so im Laufe des 15. und 16. Jahrhunderts auch an die Gebiete des heutigen Schwarzbubenlands. Die erste Herrschaft jenseits des Passwangs, die  Solothurn erwerben konnte, war das Dorf Seewen durch Kauf von der Domfrau Elisabeth von Säckingen. Am 25. Mai 1483 schworen die Leute von Seewen den Untertaneneid. 1485 kaufte die solothurnische Bürgerschaft die halbe Herrschaft Dorneck-Gempen von Bernhard von Efringen, einem Basler Bürger. Diese Aktivitäten führten zunächst zu Widerstand der Grafen von Thierstein, die ihre Rechte an Dorneck und Seewen betonten. Der Konflikt konnte jedoch 1487 beigelegt werden, als sich die Thiersteiner Grafen Oswald und Sigismund ins ewige Burgrecht von Solothurn aufnehmen liessen. 1515 konnte die Herrschaft Rotberg erworben werden und 1522 sprach ein eidgenössisches Schiedsgericht nach langem Streit mit dem Basler Fürstbischof Solothurn die Herrschaft Thierstein und die Kastvogtei Beinwil samt Hochgericht zu. 1527 erweiterte Solothurn die daraus gebildete Vogtei Thierstein um Bärschwil und Kleinlützel und konnte im selben Jahr von Hans Imer von Gilgenberg auch noch seine Herrschaft (mit den Dörfern Nunningen, Meltingen und Zullwil) erwerben. Gilgenberg war die letzte erreichbare Herrschaft, die Solothurn erwerben konnte, womit die solothurnische Territorialpolitik an das Ende ihrer Möglichkeiten gelangt war.
Ab 1735, als das Fürstbistum Basel nicht mehr Zugewandter Ort der Eidgenossenschaft war, sowie danach während der Helvetik und Mediation waren die beiden Exklaven der Amtei, Kleinlützel und das solothurnische Leimental, Exklaven im Römisch-deutschen Reich respektive danach aufgrund der Angliederung des Fürstbistums Basel an das napoleonische Frankreich 1792 rund 15 Jahre lang Exklaven im französischen Landesgebiet.
In der liberalen Revolution von 1830 positionierten sich die Thiersteiner und die Dornecker sehr unterschiedlich. Während die Thiersteiner ihre Regierungstreue bekundeten, wurden in der damaligen Amtei Dorneck zusammen mit Olten die radikalsten Forderungen gestellt. In Erinnerung geblieben ist die «leidenschaftliche Brandrede» von Josef Cherno aus Dornach, dem «Führer der Schwarzbuben» in der liberalen Bewegung, worin er die patrizische Gegenrevolution von 1814 (siehe Restauration) und die daraus hervorgegangene Verfassung heftig angriff. Seine Rede wurde auch als Flugblatt verteilt.
Der Ursprung des Namens Schwarzbubenland ist nicht ganz geklärt. Während dieser 1865 erstmals belegt ist, wurde der Ausdruck «Schwarzbuben» für die Bewohner der Region bereits 1813 vom Historiker Robert Glutz von Blotzheim benutzt, der ihn auf deren schwarze Tracht zurückführte. Als wahrscheinlichste Erklärung gilt heute jedoch eine Herleitung vom Verb schwärzen («schmuggeln»), da den Leuten dieser grenznahen Region Schmuggeltätigkeit nachgesagt wurde. Eine weitere Deutung ist konfessioneller Art: Während die Reformation im benachbarten Baselbiet Einzug hielt, blieb das seit dem 15./16. Jahrhundert zum Kanton Solothurn gehörende Schwarzbubenland zusammen mit seinem Kanton katholisch, womit der Übername von den Baslern erfunden sein könnte. Lukas Schenker bezeichnet diese konfessionelle Deutung wie auch die Herleitungen von der Bekleidung oder der politischen Ausrichtung im Historischen Lexikon der Schweiz als «eher unwahrscheinlich».

## Politik
Bei den Kantonsratswahlen vom 9. März 2025 ergab sich für die Amtei Dorneck-Thierstein folgende Sitzverteilung: SVP 3, Mitte 3, FDP 3, Grüne 2 und SP 2.

## Wirtschaft

### Geschichte
Das Schwarzbubenland war bis weit in die zweite Hälfte des 19. Jahrhunderts hinein hauptsächlich landwirtschaftlich geprägt. In Bärschwil bestand eine Eisenschmelze für Bohnerz (1675 erneuert) und von 1775 bis 1856 eine Glashütte, später wurde die Kalk- und Gipsfabrikation aufgenommen.
Noch 1878, kurz nach der Eröffnung der Jurabahn, gab es im Schwarzbubenland nur zwei dem Fabrikgesetz unterstellte Betriebe mit insgesamt 250 Beschäftigten. Die Jurabahn trieb die Entwicklung der Industrie voran. Es wurden weitere Betriebe eröffnet, so 1892 die Schloss- und Beschlägefabrik in Kleinlützel (gehört seit 2015 zur schwedischen Assa-Abloy-Gruppe) und 1895 die Metallwerke in Dornach (heute Swissmetal).
In Kleinlützel wurde 1878 von den Brüdern Brunner die Herstellung von Tabakspfeifen eingeführt. Die drei kleinen Pfeifenfabriken von Kleinlützel mit zeitweise zusammen etwa 100 Arbeitern waren die einzigen der Schweiz. Nach einem Brand stellte 2008 die Drechslerei Stich als letzte die Produktion von Pfeifen ein. Die Pfeifen- und Stockfabrik Tschan, die die Produktion schon früher einstellte, wurde in ein Museum umgewandelt.
1903 gründete Albert Borer in Breitenbach die Schweizerischen Isola-Werke zur Verarbeitung von Glimmer als Isolierstoff für die Elektroindustrie. Die Isola-Werke waren der erste globale Anbieter von Glimmerprodukten. 2005 wurden sie, bereits 1988 von Von Roll übernommen, in Von Roll Schweiz AG umbenannt.

### Gegenwart
Nach der Wirtschaftsförderung des Kantons Solothurn liegen die Kompetenzen der Wirtschaft des Schwarzbubenlands in den Bereichen «Metallverarbeitung, Maschinen- und Gerätebau, Elektronik und Biotechnologie». Gemäss dem Bericht Struktur und Wandel in der Region Schwarzbubenland (Untersuchungszeitraum 2005–2015) sind im Schwarzbubenland verglichen mit dem restlichen Kanton Solothurn der primäre und der sekundäre Wirtschaftssektor überproportional vertreten, wobei die Beschäftigung in diesen beiden Sektoren zwischen 2005 und 2015 stark rückläufig war. Der Dienstleistungssektor hatte in diesem Zeitraum einen Zuwachs von 16,1 % zu verzeichnen.

## Verkehr
Alle Gemeinden des Schwarzbubenlands sind gut mit öffentlichen Verkehrsmitteln zu erreichen. Direkt an das normalspurige Eisenbahnnetz der SBB angebunden ist im Personenverkehr dabei nur Dornach mit dem Bahnhof Dornach-Arlesheim, der auch Endpunkt der meterspurigen Bahnstrecke Basel–Dornach ist. Diese ist heute Bestandteil der von der BLT betriebenen Basler Tramlinie 10, die an ihrem anderen Ende mit der Bahnstrecke Basel–Rodersdorf mehrere Gemeinden des solothurnischen Leimentals erschliesst (Witterswil, Bättwil, Hofstetten-Flüh und Rodersdorf). Bärschwil verfügt über eine Station an der Jurabahn, an der jedoch seit den 1990er Jahren keine Züge mehr halten. Der Ort ist seither durch Postauto-Busse erschlossen; dies gilt auch für die übrigen Gemeinden des Schwarzbubenlands. Ein wichtiger Ausgangs- und Knotenpunkt der Postautos in den Bezirk Thierstein ist der Bahnhof von Laufen im Kanton Basel-Landschaft. Postautokurse in den östlichen Teil des Bezirks Dorneck (Dorneckberg) verkehren ab den Bahnhöfen von Dornach, Grellingen BL und der Hauptstadt des Kantons Basel-Landschaft, Liestal.
Die Strasse über den Passwang hat mit dem Bau der Autobahn (A1, A2) an Bedeutung verloren, bleibt aber die kürzeste Verbindung zwischen dem Schwarzbubenland und dem südlichen Kantonsteil. Die Hauptstrasse 18 berührt solothurnisches Kantonsgebiet nicht direkt (folgt teilweise genau der Kantonsgrenze), stellt aber für viele Gemeinden des Schwarzbubenlands eine wichtige Verbindung nach Basel über das Laufental dar. 
Der nächstgelegene Flughafen ist Basel-Mülhausen. Ein kleiner Flugplatz im Baselbiet, der Flugplatz Dittingen, wird von der „Segelfluggruppe Dittingen“ betrieben, ist aber für fremde Flugzeuge gesperrt.

## Persönlichkeiten
- Josef Bernhard Altermatt (1722–1811) aus Rodersdorf, 1792–1798 General der Solothurner Truppen
- Leo Altermatt (1896–1962), Historiker und Bibliothekar aus Büren SO
- Remo Ankli (* 1973), Politiker (FDP), Regierungsrat, aufgewachsen in Beinwil SO als Bürger von Zullwil
- Albert Borer (1875–1922), Unternehmer und Politiker aus Büsserach
- Olivier Borer (* 1981) Bürger von Breitenbach, Moderator Schweizer Fernsehen SRF Sport
- Hermann Dietler (1839–1924), Ingenieur und Politiker, geboren in Breitenbach als Bürger von Kleinlützel
- Albin Fringeli (1899–1993), Schriftsteller aus Bärschwil
- Amanz Gressly (1814–1865), Geologe und Paläontologe aus Bärschwil
- Imma Grolimund (1872–1944), Schriftstellerin, geboren in Rodersdorf als Bürgerin von Grindel
- Josef Grolimund (1909–2006), Nationalrat und Solothurner Kantonsrat aus Erschwil, aufgewachsen in Beinwil
- Anton Hänggi (1917–1994) aus Nunningen, römisch-katholischer Bischof von Basel
- Amanz Jeker (1817–1875), Politiker (freisinnig), Regierungs- und Ständerat, geboren in Seewen
- Yule Kilcher (1913–1998), Bürger von Nunningen, Landwirt und Politiker in Alaska
- Halyna Petrossanjak (* 1969), ukrainische Schriftstellerin, lebt seit 2016 in Hofstetten
- Lorenz Saladin (1896–1936), Expeditionsbergsteiger und Fotograf aus Nuglar
- Michail Schischkin (* 1961), russischer Schriftsteller, lebt seit 2011 in Kleinlützel
- Franz von Sonnenfeld (eigentlich Johann Gihr, 1821–1888), Schriftsteller aus Witterswil
- Otto Stich (1927–2012), Bundesrat, wuchs in Dornach auf, Bürger von Kleinlützel und Dornach

## Weblinks

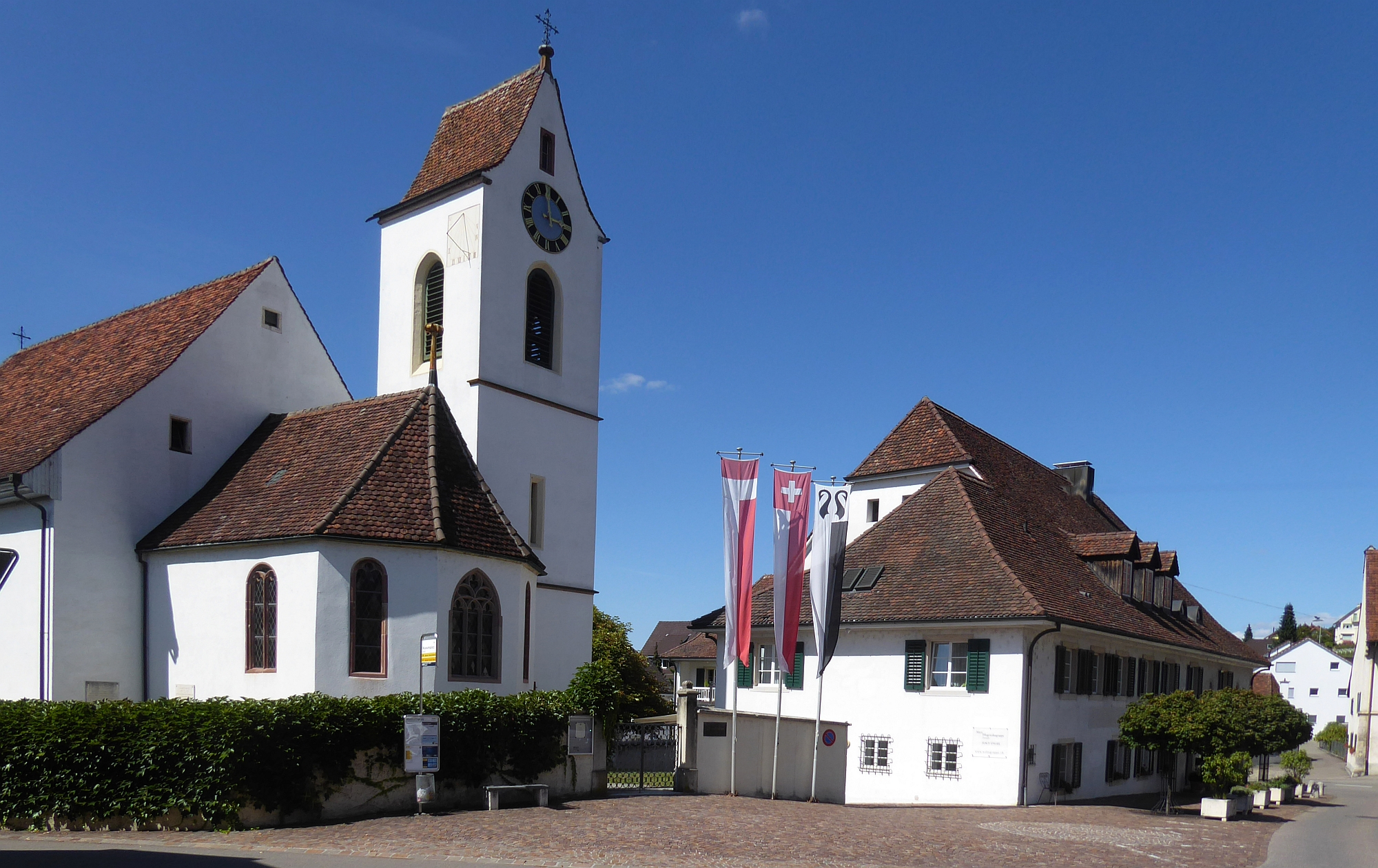
Heimatmuseum des Schwarzbubenlandes in der alten Dorfkirche St. Mauritius, Dornach, Solothurn